# Santuario della Madonna dei Prati (Moscazzano)
Il santuario della Madonna dei Prati (in dialetto cremasco: santüare dala Madòna di Pràcc) è un antico luogo di culto mariano situato a Moscazzano, in provincia di Cremona e diocesi di Crema; fa parte della zona pastorale sud

## Collocazione
Il santuario sorge a nord-est dell'abitato e tiene fede al nome trovandosi tuttora in aperta campagna. Lo si raggiunge tramite una piccola strada che parte dall'arteria comunale che conduce a Crema.

## Le origini
Le origini del culto non sono note: la tradizione racconta che sulle rive dell'Adda fu ritrovata una statua della Beata Vergine che venne collocata in un oratorio presso le cascine Colombare, ridenominato Madonna del Fango; secondo altre fonti la reliquia fu posta propria all'interno di un edificio posto nello stesso luogo dell'attuale santuario.
È certo, comunque, che nel 1483 nelle campagne a nord di Moscazzano sorgeva una chiesa dedicata alla Madonna dei Prati vetusta e cadente: il vescovo di Cremona autorizzò i domenicani ad utilizzarne i mattoni per costruire un nuovo edificio (dedicato alla Madonna del Fango) purché su un pilastro fosse dipinta un'immagine dedicata alla Madonna dei Prati in demolizione. Col tempo l'intitolazione della vecchia chiesa ha prevalso ed oggi con questo nome è noto il santuario.

## Caratteristiche
La facciata intonacata è piuttosto semplice: il portale con timpano circolare è sormontato da una bifora e affiancato da semplici finestre rettangolari. Il timpano  della facciata è triangolare e termina con un alto pinnacolo apicale.
Foto della fine del XX secolo, quando la facciata non era intonacata, ci mostrano segni di una costruzione primitiva più bassa dell'attuale, forse quella della precedente chiesa e quindi si potrebbe ipotizzare che parte della facciata sia anteriore al già citato anno 1483.
La chiesa ha un andamento est-ovest, con l'altare rivolto ad oriente; sul lato settentrionale è posto un piccolo edificio porticato che un tempo fungeva da abitazione di un eremita che provvedeva all'accoglienza dei fedeli e alla manutenzione dell'edificio.
Il campanile è sul lato posteriore sinistro, inglobato dall'edificio dell'eremita: è a base quadrata con lesene angolari e bifore in corrispondenza della cella campanaria. Sopra si eleva la cuspide in forma conica a base circolare.
L'interno è ad aula unica: sull'altare è posto l'affresco della Madonna col Bambino, un'opera di Eugenio Giuseppe Conti. Al presbiterio si trova anche un'immagine molto antica, certamente quattrocentesca e forse risalente alla precedente chiesa, essa stessa raffigurante una Madonna col Bambino.

## Galleria d'immagini

Il santuario
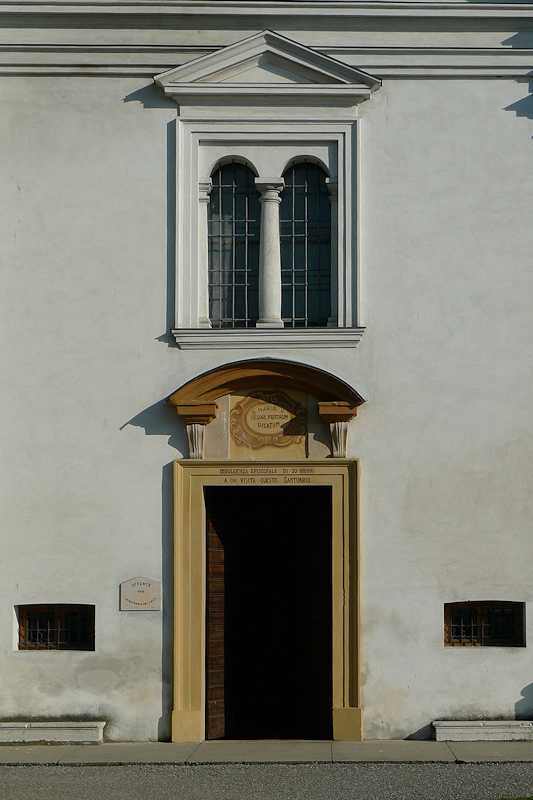
Particolare della facciata
Zona presbiteriale